# ایلخانان
ایلخانان یا ایلخانیان نام دودمانی از مغول‌ها است که از سال ۶۵۴ تا ۷۵۶ ه‍.ق (۱۲۵۶ تا ۱۳۵۶ میلادی) به مدت حدود ۱۰۰ سال در سرزمین ایران حکومت کردند. دولت ایلخانی به‌طور رسمی با نام، ایران‌زمین یا به‌صورت ساده‌تر ایران شناخته می‌شد.
سپاهیان چنگیزخان نخستین بار در سال ۶۱۶ ه‍.ق (۱۲۱۹ میلادی) به خراسان حمله نمودند. چنگیزخان در سال ۶۲۴ ه‍.ق (۱۲۲۷ میلادی) به مغولستان بازگشت و در آن‌جا درگذشت. خانات از بخش جنوب غربی امپراتوری مغول تأسیس شد. در سال ۶۴۸ ه‍.ق (۱۲۵۱ میلادی)، منگوقاآن پسر تولی خان و نوه چنگیز خان (خاقان امپراتوری مغول) بر آن شد تا با اعزام برادرانش هولاکو و قوبلای به ترتیب بر ایران و چین پیروزی‌های مغول‌ها را تحکیم و تکمیل کند. هولاکو با فتح ایران دودمان ایلخانان را در ایران و قوبلای با فتح چین دودمان یوآن را در چین را بنیان نهادند. فتح ایران به دست هلاکوخان پیامدهای مهمی چون پایان کار اسماعیلی‌های الموت و انقراض خلافت عباسی را در پی داشت. ایلخانان در ابتدا پیرو آئین شمنی بودند، سپس به مسیحیت نسطوری گرویدند، اما از دوران غازان خان در سال ۱۲۹۵ میلادی، به اسلام گرویدند. ایلخانان مسلمان، خود را سلطان نامیده و نام‌های اسلامی برگزیدند. در دهه ۱۳۳۰ میلادی، دودمان ایلخانان توسط بیماری طاعون سیاه ویران شد. آخرین خان آن ابوسعید بهادرخان در سال ۱۳۳۵ میلادی درگذشت و پس از آن خانات از هم پاشید. فرمانروایان ایلخانی، گرچه اصالتی غیرایرانی داشتند، سعی کردند با گره زدن خود به گذشته ایران، اقتدارشان را گسترش دهند و مورخانی را به خدمت گرفتند تا مغول‌ها را به عنوان وارثان ساسانی (۲۲۴–۶۵۱ میلادی) معرفی کنند سرزمین آن‌ها، شامل کشورهای ایران، جمهوری آذربایجان و ترکیه است. ایلخانان در بزرگ‌ترین حدّ خود، بخش‌هایی از کشورهای چین، عراق، سوریه، ارمنستان، گرجستان، افغانستان، ترکمنستان، پاکستان، داغستان و تاجیکستان امروزی را نیز شامل می‌شد.

قلمرو امپراتوری مغول و سپس تقسیم این امپراتوری

## پیش زمینه
در طی همان روزهایی که سلطان محمد خوارزم‌شاه قدرت خود را در نواحی شرقی مرزهای ماوراءالنهر گسترش می‌داد و خلیفه عباسی، الناصر الدین بالله، برای رویارویی با توسعه قدرت او در جبال و عراق عجم ضد محمد خوارزمشاه توطئه می‌کرد «حدود ۶۱۳ ق / ۱۲۱۶ م»، در آن سوی مرزهای شرقی قلمروی خوارزمشاه، قدرت نوپدید مغول‌ها در حال شکل‌گیری بود. با این حال، خلیفه و سلطان در کشمکش‌ها و مناقشه سیاسی خویش، آن را در نظر نگرفتند یا آنقدر در محیط بسته افکار سیاسی و قدرتشان غرق شده بودند، که حضور این نیروی ویرانگر را اصلاً نمی‌دیدند یا به عبارتی دیگر در مجموعه مناسبات سیاسی عصر، آن را وزنه‌ای به‌شمار نمی‌آوردند.
اما این نیروی عظیم و ویرانگر که از نواحی میان بیابان گبی و کوه‌های تیانشان به سوی ماوراءالنهر می‌خزید و از همان ایام فاجعه‌ای عظیم را تدارک می‌دید، دولت نوخاسته مغول بود که ظرف چند سال، هم به دولت پر آوازه خوارزم‌شاهی، و هم به خلافت عباسی پایان داد.
مغول که در آن روزها عنوان اتحادیه طوایف تاتار، قیات، نایمان، کرائیت و تعداد دیگری از طوایف بدوی نواحی بین ترکستان، چین و سیبری به‌شمار می‌رفت، پیشروی خود را از سوی مرزهای فرارود (ماوراءالنهر) آغاز کرده بود. این طوایف که به قول برخی مورخان، «هونهای جدید» به‌شمار می‌رفتند، اگر هم در واقع نوادگان هون‌های قدیم نبوده باشند، اما وارث مهارت آنها، در جنگجویی، تیراندازی و سلحشوری به‌شمار می‌آمدند.
با وجودی که هون‌های جدید هشتصد سال پس از هون‌های قدیم پا به عرصه تاریخ گذاشتند، با این وصف خاطره فجایع آن‌ها را در تاریخ زنده کردند. به‌طوری‌که اینان نیز مانند همان مهاجمان باستانی، از اعماق بیابان‌های گوبی و سرزمین‌های اطراف چین و سیبری برخاستند، و با ولع و آزمندی بی‌سابقه‌ای، مدت زمانی کوتاه، بخش عمده‌ای از دنیای متمدن در قلمرو اسلام را، به ویرانی و نابودی کشیدند. به‌طوری‌که گذشت هشت سده، هیچ گونه تغییری در خُلق و خوی و رفتار معیشتی و اجتماعی آن‌ها پدید نیاورد، چنان‌که همچون هون‌های قدیم، در زیر چادرهای نمد یا در هوای آزاد بیابان‌ها سر می‌کردند و در کنار شتران، گوسفندان، و اسبان خویش عمر را سپری می‌کردند.
تموچین، سرکرده یک تیره از این اطراف با پیروزی بر اقوام مجاور، اندک اندک تمامی اقوام مغول را فرمانبردار ساخت و از جانب سرکردگان قبایل قوم «قورولتای»، خان بزرگ خوانده شد. او سپس با لقب چنگیز خان، در مدت زمانی کوتاه هیبت و خشونتش مایه وحشت تمامی نواحی مجاور شد، به عنوان خان محیط یا خان اعظم، فرمانروای همه این طوایف شد. به‌طوری‌که چندی بعد نیز قبایل اویرات و قنقرات را فرمانبر خویش کرد و بدین گونه خان اعظم سایر قبایل اطراف را به جنگ یا به صلح زیر فرمان خویش گرفت.

## قتل فرستاده چنگیز به ایران و گریزناپذیری جنگ

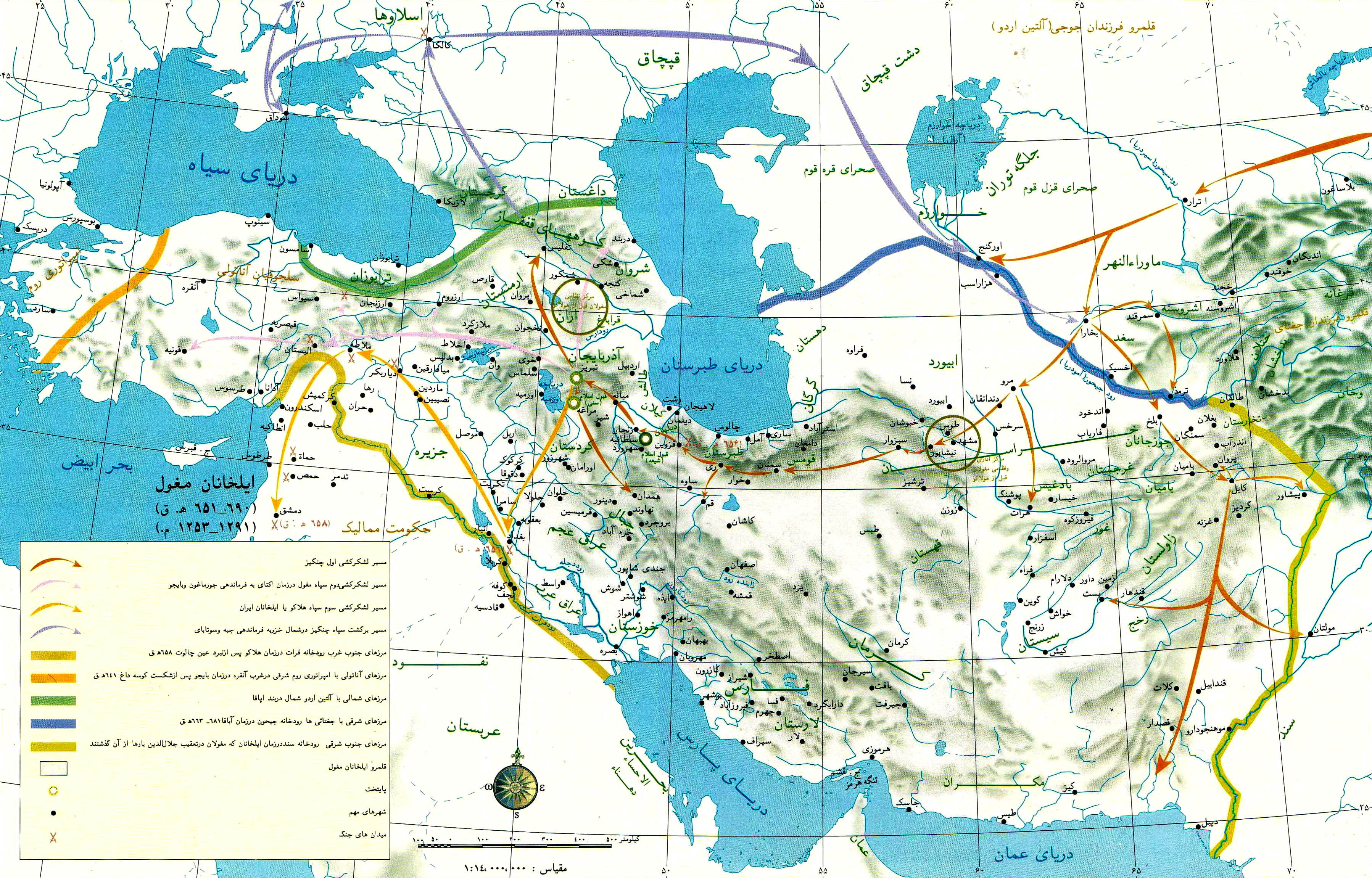
مسیرهای لشکرکشی سرداران ایلخانی به ایران

چنگیز خان تجارت با شاه خوارزم را وسیله‌ای برای برقراری رابطه بین دو دولت ساخت. به‌طوری‌که نخستین سفیر سلطان خوارزم در جلوی دروازه پکن به حضور خان رسید و بر ضرورت توسعه مناسبات تجاری بین مغول و قلمرو سلطان تأکید کرد و آن را لازمه توسعه مناسبات دوستانه و صلح‌آمیز اعلام نمود.
در جریان سفر هیئت پانصد نفره بازرگانی مغولان که از میان مسلمانان انتخاب شده بودند، قتل‌عام همگی این تجار و سوءتدبیرهای بعدی سلطان، جنگ بین دو کشور را اجتناب ناپذیر ساخت. در ابتدا این کاروان بازرگانانی توسط حاکم شهر اترار در مرزهای شرقی امپراتوری خوارزمشاهیان به ظن جاسوسی مورد حمله قرار گرفته و دستگیر شدند. سپس چنگیز خان سه سفیر، شامل دو مغول و یک مسلمان، به درگاه علاءالدین محمد خوارزمشاه فرستاد با درخواست آزادی کاروان بازرگانان مغول و نیز قتل حاکم اترار به‌عنوان تنبیه. پادشاه دو سفیر مغول را سر تراشید و سر از گردن سفیر مسلمان جدا کرد و سر وی را به همراه دو سفیر مغول به نزد چنگیز خان بازگرداند. خان مغول که از رفتار سلطان خوارزم به خشم آمده بود در ۶۱۴ ق / ۵۹۶ ش/۱۲۱۷ م، به ایران لشکر کشید. یورش وحشیانه مغول، فرار مفتضحانه سلطان از مقابل وی، و رفتن از شهری به شهر دیگر را به‌دنبال داشت. مغولان به هر دیار که وارد می‌شدند به کشتار نفوس، غارت اموال و ویرانی کامل شهر و آبادی‌ها می‌پرداختند. به نحوی که در مدتی کوتاه ماوراءالنهر، خراسان و عراق عرصه کشتار و ویرانی مغولان شد و مقاومت جلال الدین منکبرنی نیز نتوانست از ادامه هجوم چنگیز خان جلوگیری کند. ده سال حضور این قوم مهاجم، بخش‌های عظیمی از ایران را به ویرانی و تباهی کشاند. تا این که عاقبت چنگیز در بازگشت به مغولستان در ۶۲۴ ق / ۱۲۲۷ م، درگذشت و فاجعه عمیق انسانی را در پس این حادثه باقی گذاشت.

## ورود نسل تازه مغولان به ایران به سرکردگی هلاکوخان

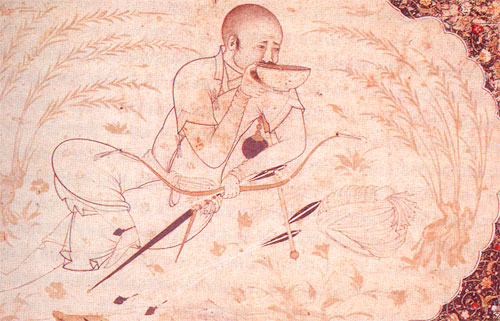
هلاکو خان پسر تولی خان، نوهٔ چنگیز و بنیان‌گذار ایلخانیان

چهل سال پس از این ماجرا، نوادگان مغول در موکب سپاه هلاکوخان دوباره به ایران آمدند. اما اینان با اسلاف خویش در دوره چنگیز خان، که به قصد تاخت و تاز آمده بودند، تفاوت بسیاری داشتند. این نسل تازه از مغولان در این مدت با ایران بیشتر آشنایی پیدا کرده و از غارتگری و وحشی‌گری عهد چنگیز، به مراتب معتدلتر و مجربتر به نظر می‌رسیدند. لشکرکشی هلاکو برخلاف چنگیز، با طرح و نقشه‌ای پیش پرداخته همراه بود. منازل بین راه از پیش تعیین و راه‌گذار لشکر آماده و حتی پل‌ها و گذرگاه بازسازی شده بود. این بار تجربه به فرمانروایی مغول نشان داده بود که برای ایجاد یک قدرت پایدار در ایران، برچیدن بساط خلافت و اسماعیلیه ضرورت دارد و آن‌ها می‌بایست به جای کشتار و تخریب بیهوده و بی‌نقشه، این دو قطب متضاد دنیای اسلام را که به خاطر جنبه مذهبی خویش، مانع از استقرار فرمانروایی آن‌ها در ایران به‌شمار می‌آمدند، از بین بردارند.

## سقوط قلعه الموت و برچیده شدن اسماعیلیه
برچیدن قدرت اسماعیلیه در ایران با مشکل و مقاومتی جدی رو به رو نشد و با سقوط قلعه الموت در ۶۵۴ ق/۶۳۵ش، دولت خداوندان الموت به پایان راه رسید. از سوی دیگر خلیفه عباسی، علی‌رغم کوشش‌هایی که در ترساندن مغولان از عواقب شوم درافتادن با خاندان عباسیان انجام داد، نتوانست از حرکت هلاکو به بغداد جلوگیری کند، چرا که به زودی تختگاه عباسیان به محاصره افتاد. به همین دلیل مستعصم خلیفه ناچار به اردوگاه هلاکو آمد، این امر نیز مانع غارت و کشتار بغداد نشد. خلیفه و اولادش نیز با عده کثیری از رجال دولت به قتل رسیدند. بدین گونه خلافت عباسیان نیز فرو پاشید، هر چند سپردن امارت بغداد و عراق به عطا ملک جوینی، که از والیان مسلمان بود، تا حدی در کاهش آثار فروپاشی خلافت عباسی و کشتار بغداد مؤثر واقع شد.

## بازگشت هلاکوخان به مغولستان پس از گشودن بغداد
پس از گشودن بغداد، برانداختن حکومت‌های شام، فلسطین و مصر در دستور کار هلاکو خان قرار گرفت. اما با مرگ برادر هلاکو منگو قاآن -خاقان مغول که وی حکومتش را از وی داشت- هلاکو شام را ترک و به مغولستان عزیمت کرد و این کار ناتمام ماند.
هلاکو در آبادی ویرانی‌هایی که لشکرکشی‌های او، موجب آن شده بود، اهتمام ورزید. به‌طوری‌که تعدادی ابنیه از جمله معبد بودایی در خوی، قصری در دامنه جبال آلاغ و رصد خانه‌ای در مراغه ساخت.

## فهرست شاهان ایلخانی ایران

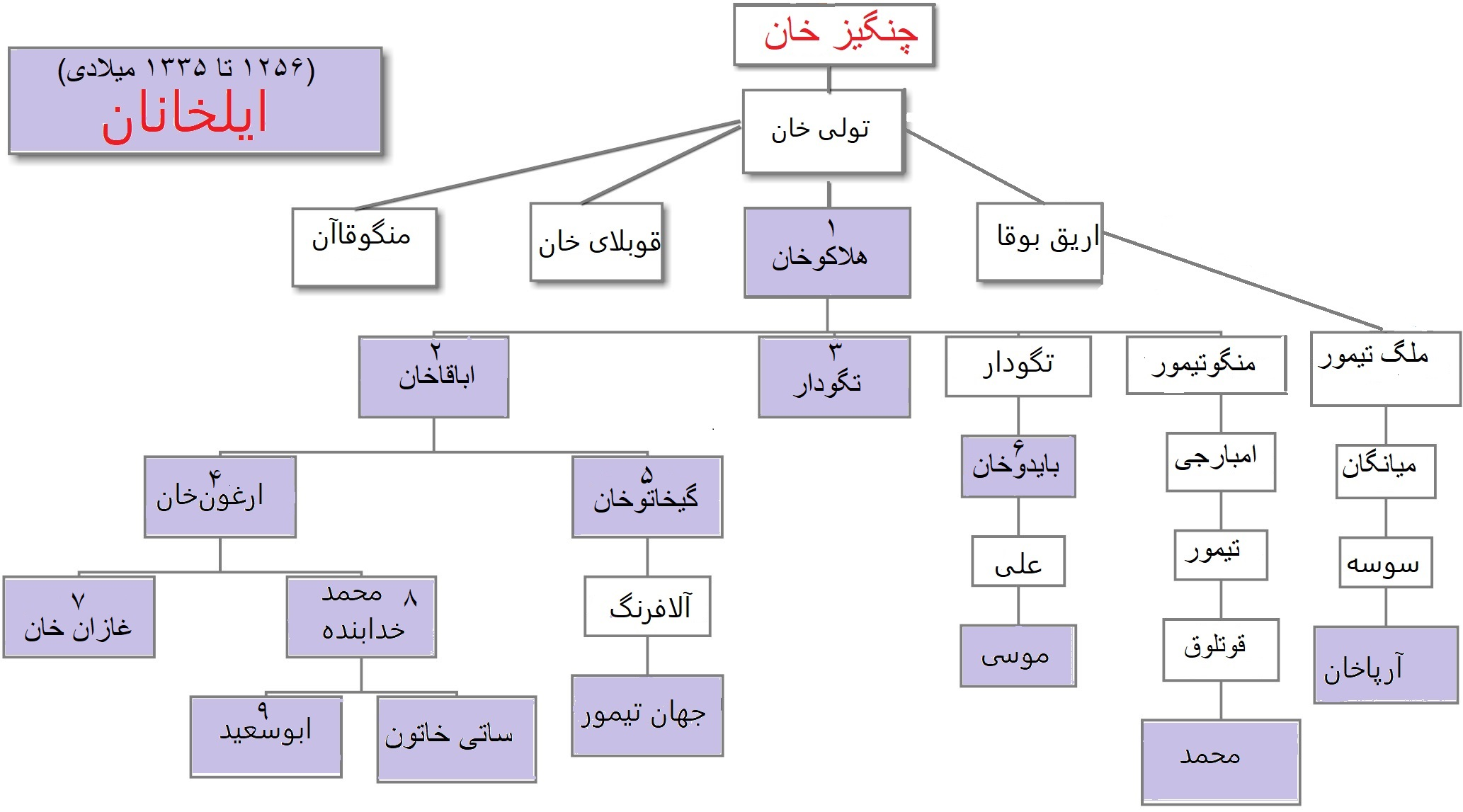
تبارنامه خان‌های ایلخانی

## فهرست اسامی وزیران و صاحبان دیوان در دوره ایلخانان
اُلُغ‌بیتِکچی
- سیف‌الدین بهادر بن عبدالله خوارزمی (سیف‌الدین احمد بیتکچی) (۶۵۴–۶۶۱ ه‍.ق) ← هلاکو خان

صاحب دیوان
- شمس‌الدین محمد جوینی (۶۶۱–دوشنبه ۴ شعبان ۶۸۳ ه‍.ق) ← هلاکو خان، اباقا خان، احمد تگودار
- مخلص‌الملک جلال‌الدین سمنانی (ملک جلال‌الدین بیابانکی سمنانی) زیردست بوقا در امر صاحب‌دیوانی بود. (۶۸۳–اواخر ذیحجهٔ ۶۸۷ ه‍.ق) ← ارغون خان
- سعدالدوله ابهری (؟–صفر ۶۹۰ ه‍.ق.) ← ارغون خان
- صدرالدین احمد خالدی زنجانی (چاویان) (۶ ذیحجهٔ ۶۹۱–پنجشنبه ۶ جمادی‌الاول ۶۹۴ ه‍.ق) ← گیخاتو خان
- جمال‌الدین ابوالحسن علی بن محمد دستجردانی (جمادی‌الاول ۶۹۴–ذیقعدهٔ ۶۹۴ ه‍.ق)[۱۵] ← بایدو خان
- صدرالدین احمد خالدی زنجانی (چاویان) (بار دوم) (۶۹۵ ه‍.ق) ← غازان خان یکم
- ملک شرف‌الدین محمد بیابانکی سمنانی[۱۶] ← غازان خان یکم

وزیر
- جمال‌الدین ابوالحسن علی بن محمد دستجردانی (بار دوم) (۶۹۵–۶ ذیحجهٔ ۶۹۵ ه‍.ق) ← غازان خان یکم
- صدرالدین احمد خالدی زنجانی (چاویان) (بار سوم) (۱ محرم ۶۹۶–چهارشنبه ۱۷ رجب ۶۹۷ ه‍.ق) ← غازان خان یکم
- رشیدالدین فضل‌الله همدانی (۶۹۷–۷۱۷ ه‍.ق) و خواجه سعدالدین محمد ساوجی (یا آوجی)[۱۷] (۶۹۷–۷۱۲ ه‍.ق) ← غازان خان یکم، الجایتو
- رشیدالدین فضل‌الله همدانی (۶۹۷–۷۱۷ ه‍.ق) و تاج‌الدین علیشاه بن ابی‌بکر جیلان تبریزی (۷۱۲–اواخر جمادی‌الثانی ۷۲۴ ه‍.ق) ← الجایتو، ابوسعید بهادر خان
- غیاث‌الدین محمد علیشاهی[۱۸] ← ابوسعید بهادر خان
- رکن‌الدین صائن فَسَوی (نصرةالدین عادل فَسَوی)[۱۹] (۷۲۵–؟ ه‍.ق) ← ابوسعید بهادر خان
- دمشق‌خواجه (؟–۵ شوال ۷۲۷ ه‍.ق.) ← ابوسعید بهادر خان
- غیاث‌الدین محمد رشیدی (صاحب سعید) و خواجه علاءالدین محمد هندوی فریومدی (۸ ماه) ← ابوسعید بهادر خان
- غیاث‌الدین محمد رشیدی (صاحب سعید) (؟–۲۱ رمضان ۷۳۶ ه‍.ق.) ← ابوسعید بهادر خان، آرپاخان
- امیر جمال‌الدین بن تاج‌الدین علی شروانی (؟–۱۴ ذیحجهٔ ۷۳۶ ه‍.ق.) ← موسی خان (ایلخان)[۲۰]

### ایلخانان مورد حمایت جلایریان
- خواجه شمس‌الدین زکریا (یا خواجه شمس‌الدین محمدِ زکریا) ← محمد خان (ایلخان),[۲۱]شاه جهان تیمور خان[۲۲][۲۳]

### ایلخانان مورد حمایت چوپانیان
- رکن‌الدین شیخی[۲۴] و غیاث‌الدین محمد علیشاهی ← ساتی بیگ[۲۵]
- غیاث‌الدین محمد علیشاهی (؟–۷۴۳ ه‍.ق.) ← سلیمان خان (ایلخان)[۲۶]
- خواجه عبدالحی حمامی تبریزی (؟–۷۵۰ ه‍.ق.) ← انوشیروان خان[۲۷]
- خواجه مسعود دامغانی ← انوشیروان خان[۲۸]
- شمس‌الدین محمد اژدری[۲۹] (؟–؟اوایل محرم ۷۵۹ ه‍.ق.) ← غازان خان دوم[۳۰][۳۱]

### طغاتیمور خان
- خواجه علاءالدین محمد هندوی فریومدی وزیر طغاتیمور خان

## آخرین فرمانروای ایلخانان ابوسعید بهادرخان

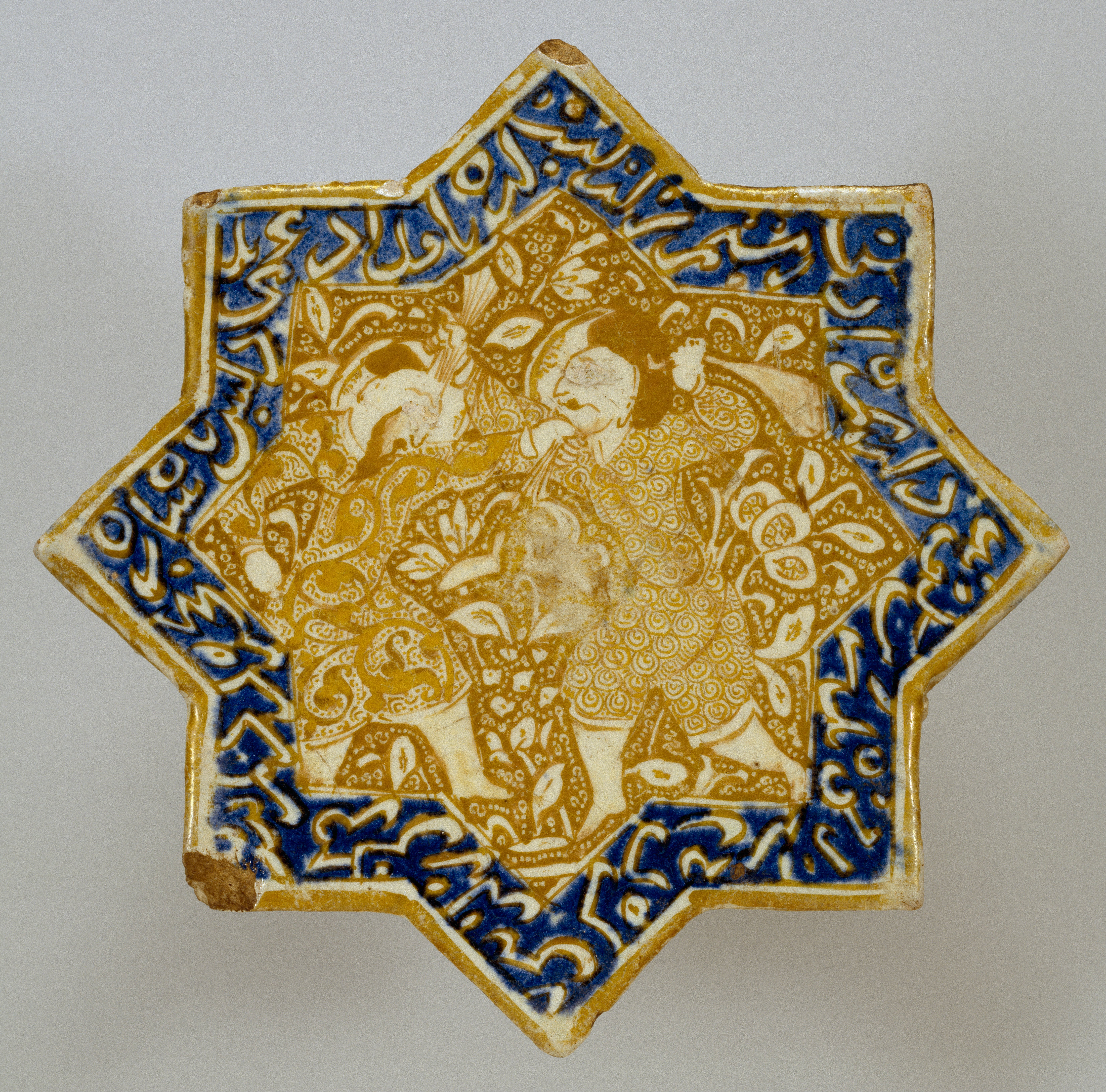
کاشی ایرانی ستاره‌ای شکل با طرح نبرد مربوط به نیمه دوم سده سیزدهم میلادی (ایلخانیان) در موزه والترز آرت واقع در مریلند، آمریکا

الجایتو در رمضان ۷۱۶ درگذشت و ابوسعید که در مازندران به سر می‌برد، همراه با امیر سونج به سلطانیه آمد و در جمادی‌الآخر ۷۱۷ بر تخت سلطنت نشست. (وصاف، ۶۱۷–۶۱۸)
ابوسعید بهادرخان به هنگام جانشینی بیش از سیزده سال نداشت، حکومت ابوسعید را می‌توان به دو دورهٔ متمایز تقسیم کرد: نخست دوره‌ای که قدرت واقعی در دست امیر چوپان بود و ابوسعید جز نامی از سلطنت نداشت، دوم دوره‌ای که با قتل امیر چوپان آغاز شد و ابوسعید تا پایان عمر با اقتدار فرمان راند.
ابوسعید بهادرخان به اسلام علاقه نشان می‌داد و به علمای دین احترام می‌گذاشت. وی شاعران و نویسندگان را نیز گرامی می‌داشت و خود در سرودن شعر از ذوق قابل توجهی برخوردار بود. از این رو این دوران را می‌توان از دوره‌های رونق فرهنگ و ادب اسلام در ایران دانست.
ابوسعید در اواخر سال ۷۳۵ق. بار دیگر با حمله ازبک خان به آذربایجان روبه‌رو شد و برای رویارویی با او حرکت کرد. اما در ۱۳ ربیع الآخر ۷۳۶ق. در قره باغ درگذشت.
با مرگ ابوسعید بهادُرخان، سلسلهٔ ایلخانانِ بزرگ مغول به پایان رسید. از آن پس تخت ایلخانی، بازیچه دست امیرانی گردید که با یکدیگر در به دست آوردن قدرت رقابت می‌کردند و هر کدام از ایشان یکی از شاهزادگانِ مغول را برای اجرای مقاصد خویش آلت دست خود کرده بود.

## پایان کار مغولان
دوران ایلخانان هر چند با نظم و انضباط آغاز شد، اما در بی‌نظمی و هرج و مرج مقاومت ناپذیری پایان یافت. به‌طوری‌که تجربه حکومت ایلخانان در ایران دگرگونی اجتماعی جالبی را در تاریخ به معرض آزمون آورد. این که در فاصله دو نسل، ایلخانان اسلام آوردند، تجربه انحلال قوم فاتح را در فرهنگ قوم مغلوب یک بار دیگر در تاریخ ایران به صورت یک واقعیت تسلی بخش و قابل اعتماد به منصه ظهور رساند. سلاله یک قوم مهاجم سرانجام در طی دو نسل، مدافع قلمرو ایران شدند که از آن در برابر تهاجمات دیگران و هجوم بیگانگان جانانه دفاع کردند. ارتباط آن‌ها دست کم شروع جالبی برای روابط بازرگانی شرق و غرب شد.

## هنر
دودمان ایلخانی زندگی چادرنشینی را برتر می‌شمردند از این رو تا نیمه دوم سده هفتم/سیزدهم جز بناهای معدودی از معماری غیرمذهبی، دست‌آوردی در معماری نداشتند. بناهایی که آن‌ها در پایتخت‌های خود مراغه، تبریز، بغداد و سلطانیه بنا نهادند، بعدها از زلزله، یورش‌ها و دوره‌های متوالی اشغال مصون نماند؛ طراحی شهری آن‌ها را نمی‌توان با اطلاعات موجود تاریخی بازآفرینی کرد. در عوض، از بناهای بر جای مانده در دیگر ایالات قلمرو ایلخانی در مرکز و غرب ایران ساخته شده، چنین برمی‌آید که در دورهٔ آن‌ها معماری باشکوهی وجود داشت.
ایلخانان مجموعه‌ای از انواع بناها، قالب‌ها، مصالح و فنون معماری ادوار پیشین ایران را به ارث بردند. در این دوران مساجد جامع با شکل کهن خود یعنی صحن چهار ایوانی در چهار جهت و گنبدخانه در سمت قبله به کمال خود رسید و این نقشه در انواع بناهای مذهبی از جمله مدرسه، خانقاه و بناهای غیرمذهبی مثل کاروانسراها به کار می‌رفت. بر روی مقبره‌ها، برج‌های تدفینی یا بقعه‌های چهارگوش یا آرامگاه‌های چندضلعی با سقف طاق‌گونه برپا می‌شد. تزئینات معماری در این دوره آجرکاری، گچ‌بری، کاشی معرق و سفال‌های لعاب‌دار است. مقرنس‌کاری در این دوره جنبهٔ تزیینی دارند و با گچ و تخته ساخته می‌شدند. در این دوره باید در واژگان سنتی معماری از چندین جهت تغییراتی اعمال کرد. بناهای منفرد در مجتمع‌های یادمانی به گرد هم آورده می‌شدند. به این مجموعه بناها که اغلب پیرامون مقبرهٔ بانی مجتمع یا فردی محترم پدید می‌آمد، اَرسَن می‌گویند. نظم و ترتیب ارسن‌های متقدم ایلخانی حالت نامنظم و بی‌قاعده داشت؛ اما برای جلوهٔ نمای پیشین از پیش‌طاق و تزئین مفصلی استفاده می‌کردند. با بلندتر شدن ارتفاع اتاق‌ها و پدید آمدن قوس‌های نوک‌تیز و باریک‌تر شدن مناره‌ها، تناسبات هم تغییر یافت. در این دوران علاقه به عمودیت بنا با حس ظریفی از فرم ترکیب‌یافته و در مدخل‌های تزیینی بناهای سترگ همراه با دو منارهٔ سر به فلک کشیده، جلوه پیدا کرده است. آجر پخته همچنان از مصالح عمدهٔ ساخت سازه بود اما برای دلنشینی و روح‌بخشی سطوح، از شیوه‌های تازه هم استفاده می‌کردند. در این دوره رنگ اهمیت ویژه‌ای داشت؛ داخل بنا را با آجرهای لعاب‌دار می‌پوشاندند و بیرون آن را با کاشی تزئین می‌کردند و از گچ‌بری منقوش هم بهره می‌گرفتند.
یکی از نخستین اقدامات ایلخانان پس از فتح بغداد، تأسیس رصدخانه‌ای در مراغه، پایتخت تابستانی آن‌ها در شمال غرب ایران بود. بنای این رصدخانه در بالای تپه‌ای در پانصد متری شمال شهر، در سال ۶۵۷/۱۲۵۹ شروع شد. کاوش‌های باستان‌شناسی در این نقطه شانزده واحد معماری را مشخص کرده است. از جمله یک برج مرکزی، یک کارگاه ریخته‌گری برای ساخت ابزار و وسائل نجومی، پنج برج مستقل و چند بنای بزرگ. جای وسیع و کیفیت مواد به کار رفته در رصدخانهٔ مراغه مثل سنگ، آجر پخته و کاشی‌های لعاب‌دار و زرّین‌فام نشان‌دهندهٔ اهمیت اخترشناسی و اخترگویی در نزد مغولان شمن باور است.
حکومت ایلخانان دو نتیجهٔ مهم برای نقاشی ایران داشت: یکی انتقال سنت‌های هنر چینی به ایران که منبع الهام تازه برای نگارگران شد؛ و دیگری بنیان‌گذاری نوعی هنرپروری که سنت کار گروهی هنرمندان در کتابخانه-کارگاه سلطنتی را پدید آورد. در محیط فرهنگی جدید فعالیت نقاشان در عرصهٔ کتاب‌نگاری وسعتی قابل ملاحظه یافت. کوشش آنان بیش از پیش معطوف شد به حل مشکل ناهمخوانی سنت‌ها و تأثیرات مختلف هنری؛ و بلندپروازی یا علاقه‌مندی حامیان نیز آنان را در رسیدن به این هدف یاری کرد. تداوم این وضع در زمان اینجوریان، مظفریان و جلایریان، به شکل‌گیری یک سبک نومایه در نگارگری ایرانی انجامید.

تحت حمایت ایلخانان کتاب‌نگاری در زمینه علمی و تاریخی رونق گرفت. برخی متون قدیم چون شاهنامه فردوسی نیز به سفارش آنان بازنویسی و مصور شد. کارگاه‌های تولید نسخه‌های مصور عمدتاً در مراغه و تبریز (پایتخت غازان خان) قرار داشتند. قدیمی‌ترین نسخه مصور این دوره، ترجمهٔ فارسی منافع الحَیَوان ابن بختیشوع است که به دستور غازان خان در مراغه تدوین شد (۶۸۹). نسخه مصور دیگری با نام جامع التواریخ رشیدالدین فضل‌الله تکوین یافت که بخش‌های ناقصی از آن موجود است. از دیگر محصولات کارگاه تبریز، یک شاهنامهٔ مصور بزرگ اندازه بود که امروزه به نام کسی که آن را در اوایل سدهٔ بیستم تصاحب کرد، به شاهنامه دموت مشهور شده است. نسخه مزبور احتمالاً در اصل حدود ۱۲۰ نگاره داشته که توسط چند نقاش (احتمالاً، متعلق به دو نسل) اجرا شده بودند؛ ولی چند تصویر پراکنده از آن باقی مانده است.
ابوسعیدنامه، کلیله و دمنه، معراج‌نامه و تاریخ چنگیزی از جمله کتاب‌هایی بودند که توسط نگارگری به نام احمدِ موسی در زمان سلطان ابوسعید مصور کرد که برخی اوراق پراکندهٔ آنان باقی است.

## دین

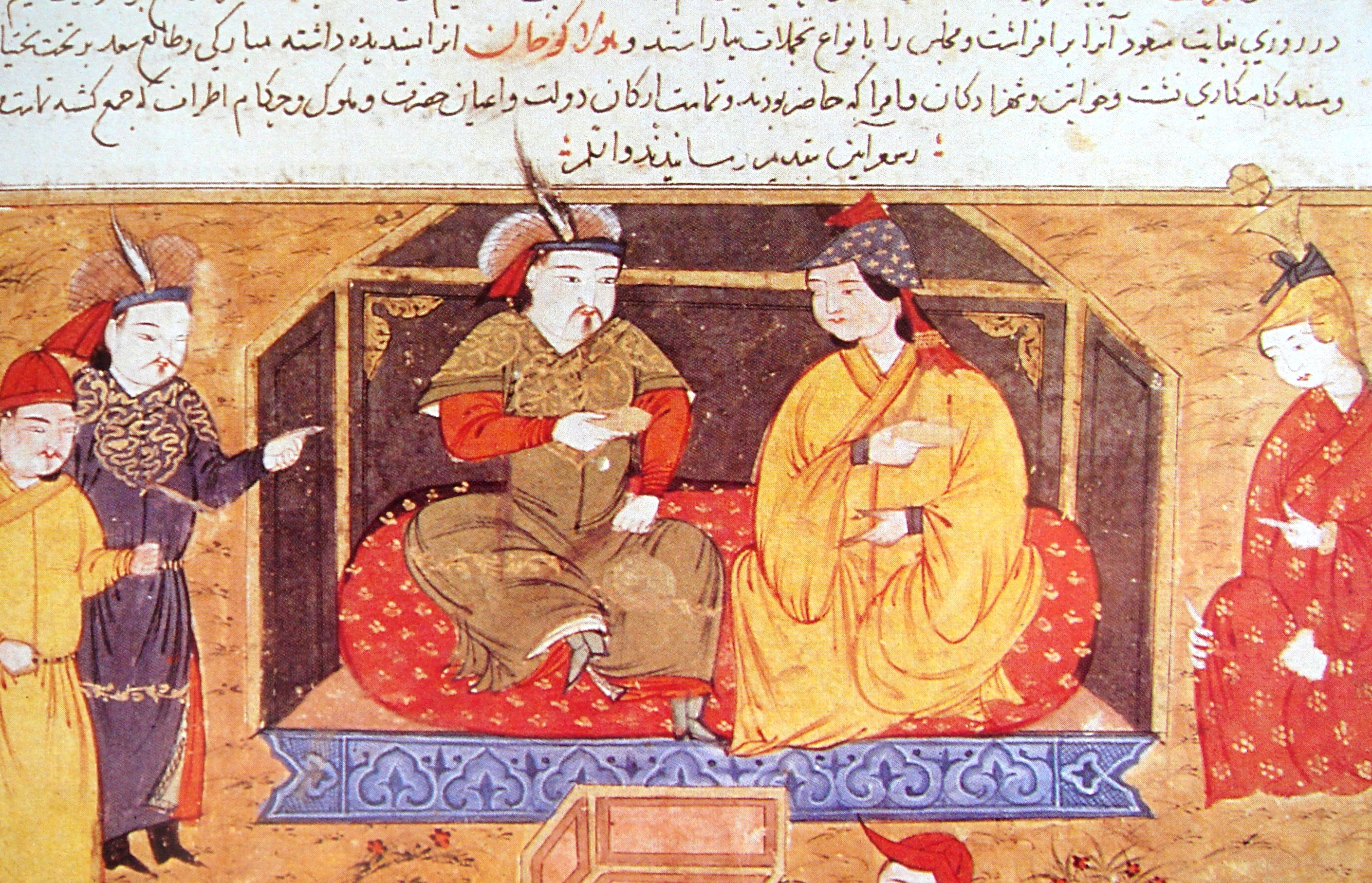
هلاکو خان و ملکه مسیحی‌اش دوقوز خاتون

در زمان فتح ایران توسط مغولان، بیشتر ایرانیان مسلمان اهل سنت بودند. اقلیت‌های کوچک زرتشتی هم وجود داشتند اما نقشی درجه دوم در زندگی دینی کشور ایفا می‌کردند. مسیحیان و یهودیان هم در ایران حاضر بودند اما جمعیتشان از مسیحیان و یهودیان سرزمین‌های مسلمان عرب‌زبان کمتر بود.
حمله مغول به ایران و نابودی خلافت بغداد توسط هلاکو خان، بدان معنا بود که برای اولین مرتبه در تاریخ اسلام، بخش بزرگی از ممالک اسلامی تحت حاکمیت غیر مسلمانان درآمده است — آن هم غیر مسلمانانی که در ابتدا عملاً اسلام‌ستیز بودند. در عین حال، نابودی قدرت سیاسی اسماعیلیون توسط مغول‌ها اسلامِ رایج را از اسماعیلیه خلاصی بخشید. به علاوه، نابودی خلافت بغداد اهل سنت را برای اولین بار بدون قدرت سیاسی ظاهری رها کرد که این تنها به سود تشیع بود؛ اینکه شیعیان از سقوط خلافت دریغ نخوردند، تقریباً در همه منابع آن عصر مشهود است، حال آنکه تاریخ‌دانان و ادبیان سنی آن را چون بلایی آسمانی توصیف کرده‌اند.

## توسعه علوم در عهد مغولان

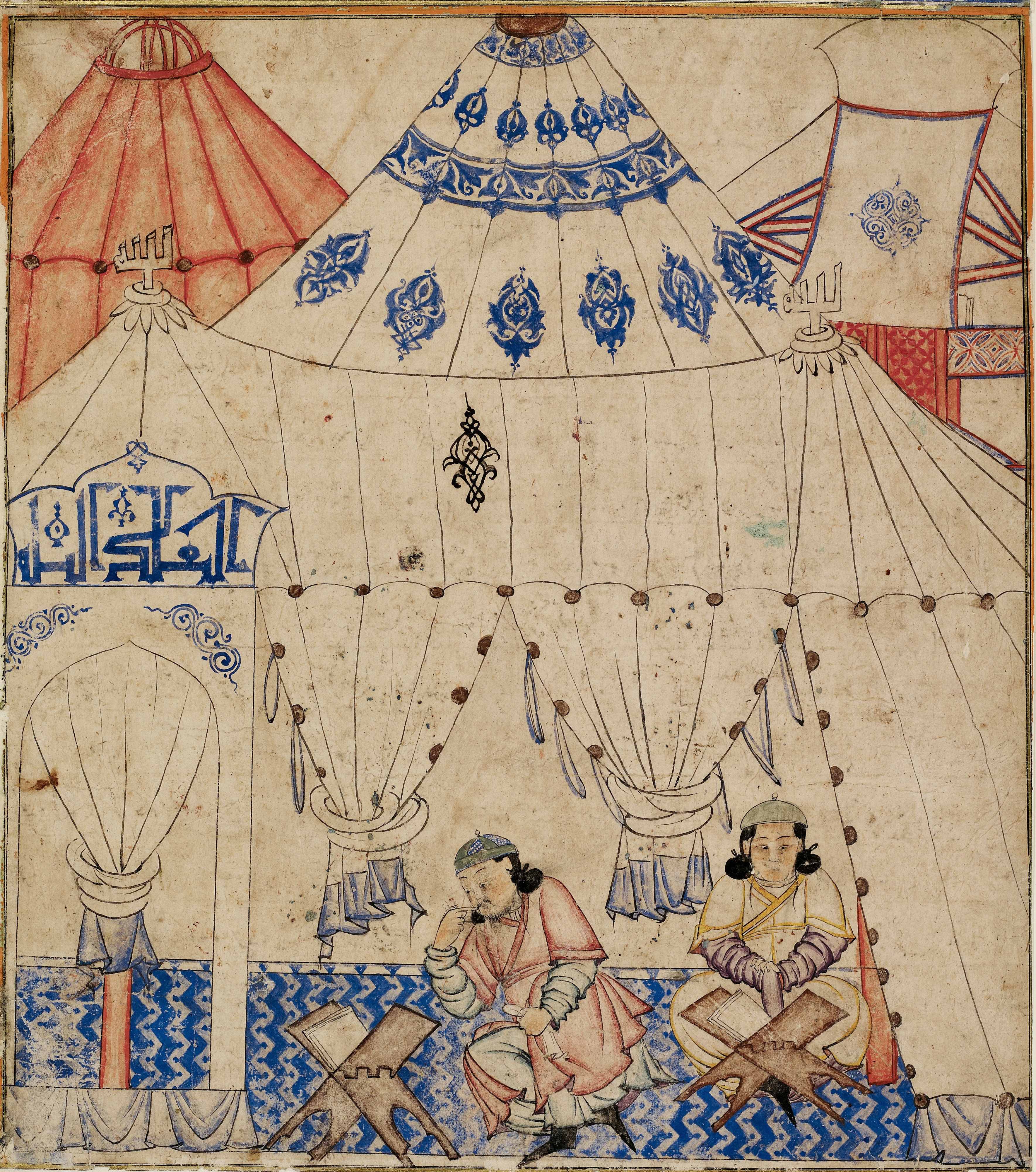
غازان خان حاکم مغول در حال خواندن قرآن

هجوم مغول به ایران در سال ۶۱۶ه‍. ق، موجب ویرانی بسیاری از مراکز و نهادهای علمی و فرهنگی ایران گردید؛ اما پس از یک دوره فترت فرهنگی، دوباره برخی از شاخه‌های دانش، هم‌زمان با حاکمیت ایلخانان مغول و به همت اندیشمندان ایرانی، شکوفا شدند.
در عصر آن‌ها طب، اخترشناسی و ریاضیات در ایران توسعه یافت. به‌طوری‌که عدم توجه این قوم به زبان فارسی نیز با اظهار علاقه زیادی که به تاریخ نشان می‌دادند جبران شد. چرا که کتاب‌های تاریخی قابل ملاحظه‌ای در این دوره به فارسی تدوین شد که جامع التواریخ (تاریخ رشیدی) در آن میان شاید نخستین تجربه موفق در نگارش دسته جمعی و گروهی تاریخ بود. به علاوه توجه برخی از این ایلخانان به ایجاد بناهای عظیم و آبادانی، در خاطر نسل‌های بعدی به منزله جبران گذشتهٔ اخلاف وحشی این قوم در ایران بود، چنان‌که پیدایش سبک تلفیقی ممتاز در تاریخ معماری ایران، نتیجه کوشش‌های برخی از این امیران بود.

## ملوک الطوایفی در ایران در پایان عهد ایلخانان

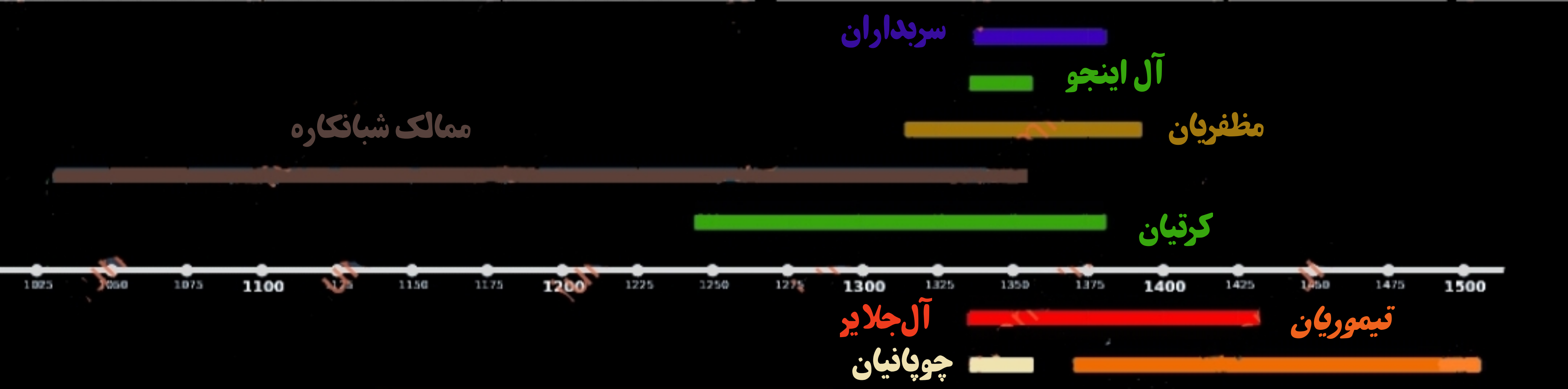
حکومت‌هایی که در ایران بین سال‌های ۱۰۲۵ تا ۱۵۰۰ میلادی به‌وجود آمدند

بلیه مغولان و حکومت ایلخانان در ایران، دوره‌ای از افول و انحطاط ایرانیان را به همراه آورد. زوال اخلاق و معنویات و رواج دکان ریا و میدان دار شدن مدعیان و متشبهان و کارگزاران ناشایست و مال اندوز، بر پریشانی اوضاع و نابسامانی‌های اجتماعی هر چه بیشتر می‌افزود. در پایان روزگار ایلخانان و ضعف و زوال قدرت آنان، سرزمین ایران، شاهد ظهور دوباره ملوک‌الطوایفی در عرصه فرمانروایی از یک سو و نهضت‌های مردمی و انقلابی با ماهیتی ضد دولتی از سوی دیگر شد. نهضت سربداران، جنبش سمرقند و نهضت عامّه، جلوه‌ای از روح مردم به تنگ آمده از اوضاع بود.

## تصمیم ایران به عدم بازگشت به دنیای مغولان
با آن که بعد از ایلخانان دولت کوتاه مدت چوپانیان و حکومت جلایریان، توانستند دست کم برای مدتی کوتاه تفوق عنصر مغول را در عرصه رویدادهای سیاسی ایران حفظ نمایند، اما اعاده آن قدرت برای مغولان دیگر ممکن نشد. ادامه پاره‌ای از شیوه‌های حکومت و یاساهای مغول در قلمرو کوچک طغاتیموریان جرجان، و در دستگاه آل کرت و آل مظفر هم به پایندگی و بقای دنیای چنگیز خانی کمکی نکرد. هر چند ایران تا نیل به یکپارچگی و استقلال، هنوز راه درازی در پیش داشت، اما بازگشت به دنیای مغول هم، دیگر برایش تصور کردنی نبود. تیمور، که با یورش‌های خونین و بیرحمانه اش، یک چند خاطره دوران چنگیز را باز به یاد آورد و یک سلسله ترکی-مغولی را در ایران بنیاد گذاشت، اما پس از مرگ او قلمرو گسترده اش رو به زوال و تجزیه رفت. با این حال، از پایان عهد ایلخانان تا عهد تیمور، نوعی ملوک الطوایفی در ایران ادامه یافت که دوام آن تقریباً سراسر کشور غرق در جنگ‌های محلی، هرج و مرج‌های اداری و اغتشاش‌های ناشی از ناامنی گردید.

## ملوک الطوایفی عصر مغول و نزاع‌های حکمرانان محلی
این ملوک الطوایفی که سراسر ایران زمین را دچار اغتشاش‌های طولانی ساخت، خاندان‌های گوناگون محلی را در برابر یکدیگر به پیکار واداشت. پیکارهای میان فرمانروایان محلی، باعث غارتها و کشت و کشتارهای بسیاری در آبادیها، شهرها، و ولایات گوناگون شد. این شهرها و ولایات هر از چندی دست به دست می‌گردیدند. از این میان؛ چوپانیان در آذربایجان و اران و ولایات جبال، جلایریان در عراق عرب و بعدها در تمامی قلمرو چوپانیان، طغا تیموریان در جرجان و خراسان غربی، آل کرت در هرات و خراسان شرقی، ملوک شبانکاره در بخشی از فارس، اتابکان فارس و قراختاییان در فارس و کرمان، آل اینجو در فارس و اصفهان، اتابکان لرستان بین اصفهان تا خوزستان، اتابکان یزد در ولایات تابع آن حوالی و شماری امیرنشین در طبرستان و مازندران که از هم مستقل و با هم در حال ستیز بودند.
هر چند برخی از این حکومت‌های ملوک الطوایفی در فرجام روزگار ایلخانان برافتادند، اما جدایی قلمرو آن‌ها همچنان باقی‌ماند و حکومت ملوک الطوایفی که بعد از عهد تیمور هم به صورتهای دیگر ادامه حیات یافت، تا چندین سده بعد از بلیه مغولان، سرزمین ایران را عرصه تاخت و تاز و بی نظمی و اغتشاش کرد که رهایی از آن، نیازمند حکومت مرکزی مقتدر بود و نیل بدان تا عهد صفوی برای ایرانیان ممکن نشد.